# Balmoor Stadium
Le Balmoor Stadium (très souvent désigné sous le simple nom de Balmoor) est un stade de football construit en 1997 et situé à Peterhead.
D'une capacité de 3 150 places dont 1 000 assises, il accueille les matches à domicile du Peterhead FC, club écossais, membre de la Scottish Professional Football League.

## Histoire
Le Balmoor Stadium a été construit en 1997, pour remplacer l'ancien stade du Peterhead FC, le Recreation Park, vendu aux supermarchés Safeway (en).
Ce nouveau stade et les prestations qu'il peut offrir ont joué un rôle déterminant dans le choix du Peterhead FC pour l'accession à la Scottish Football League en 2000. 

## Affluences
Le record d'affluence date du 20 janvier 2013, à l'occasion d'un match de Third Division entre Peterhead FC et les  Rangers, avec 4 855 spectateurs.
La capacité d'accueil a depuis été réduite pour atteindre 3 150 places dont 1 000 assises.
Les moyennes de spectateurs des dernières saisons sont :
- 2014-2015: 580 (League One)
- 2013-2014: 573 (League Two)
- 2011-2012: 487 (Division Three)

## Transports
Le stade est situé à plus de 50 kilomètres de la gare la plus proche, la gare d'Aberdeen, ce qui constitue la plus grande distance entre un stade d'une équipe de ligue et la gare la plus proche pour toute la Grande-Bretagne. Le stade est desservi par la A982.